# Salvatore Montagna
Salvatore Montagna, dit Sal the Iron Worker, né en 1971 et assassiné le 24 novembre 2011, est un mafioso, chef de la famille Bonanno et présumé principal dirigeant de la mafia sicilienne, section Bronx depuis 2006.

## Biographie
Montagna nait à Montréal, Canada en 1971. Il grandit à Castellammare del Golfo, Sicile avant d'émigrer aux États-Unis vers l'âge de 15 ans. Installé dans le Bronx avec sa famille, le jeune homme devient vite attiré par la vie de criminel, de violence et de corruption. Il fut introduit au clan Bonanno à la fin des années 1990, sous la gouverne de Joseph Massino.
Il fut arrêté et déporté des États-Unis vers le Canada en 2009, n'ayant jamais obtenu sa citoyenneté américaine.
Il a été assassiné à Charlemagne, au Québec, le 24 novembre 2011,. Son corps a été retrouvé dans la rivière l'Assomption.